# Platformizm

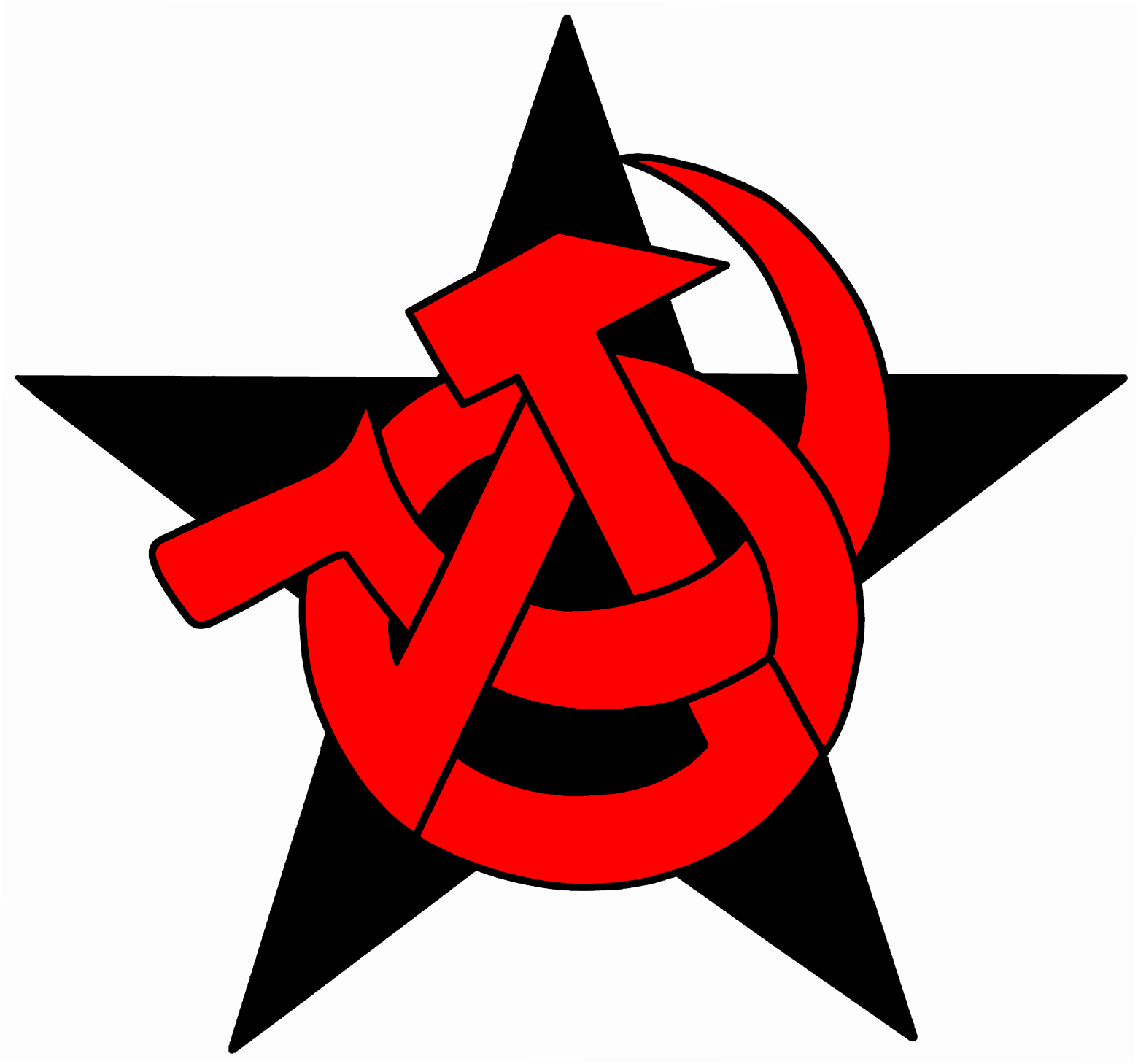
Symbol anarchokomunizmu

Platformizm – tendencja organizacyjna w ramach ruchu anarchistycznego (a ściślej anarchokomunizmu), nawiązująca do poglądów przedstawionych przez grupę Dieło Truda w publikacji pt. Platforma organizacyjna wolnościowego komunizmu (ros. Организационная платформа Всеобщего союза анархистов; 1926), w oparciu o doświadczenia wyniesione z rewolucji rosyjskiej 1917.

## Propozycje zawarte wPlatformie
W Platformie zawarto wskazówki o sposobie i środkach walki, które byłyby bardziej efektywne i przychylnie przyjmowane przez społeczeństwo. Autorzy określili także zasady członkostwa, rolę ideologów i organizatorów w tworzeniu struktur efektywnego ruchu anarchistycznego. Za przyczynę porażki rosyjskich anarchokomunistów uznali brak wspólnej organizacji i polityczne niezdecydowanie. Zaproponowano w niej utworzenie Powszechnego Związku Anarchistycznego.
Przedstawione w niej zostały poglądy anarchokomunistyczne. Anarchiści postrzegają państwo jako głównego wroga, uzurpatora, który przywłaszcza sobie prawo wypełniania wszystkich funkcji w życiu ekonomicznym i społecznym. W przyszłości państwo musi zniknąć i to stosunkowo szybko. Ma ono być zastąpione przez federacyjny system komun produkcyjno-konsumpcyjnych. 
Program działania dzielił się na etapy przed i podczas rewolucji – w obu anarchiści mają wypełniać role organizacyjne i edukacyjne. Podstawowym zadaniem Powszechnego Związku Anarchistów w okresie przedrewolucyjnym musi być przygotowanie robotników i chłopów do rewolucji społecznej, nawoływanie do walki klas, odkrywanie w masach świadomości klasowej. Ideą anarchokomunizmu jest antypaństwowa i antykapitalistyczna edukacja mas, która ma polegać na krzewieniu idei wolnościowego komunizmu, organizowaniu wspólnej produkcji oraz konsumpcji robotników i chłopów. 
W rozdziale sekcji organizacyjnej znalazły się następujące zasady organizacyjne postulowanego Związku: 
- jedność teoretyczna;
- jedność taktyczna lub kolektywna metoda działania;
- kolektywna odpowiedzialność;
- federalizm.

## Reakcje
Publikacja została ostro skrytykowana przez część anarchistów – m.in. Errico Malatestę i Aleksandra Berkmana. Oskarżyli oni autorów Platformy o „bolszewicki anarchizm”, który maszeruje „krok przed bolszewikami”. Nawoływania do "kolektywnej odpowiedzialności" potraktowano jako naruszenie autonomii jednostek, krytyką objęto propozycję utworzenia Powszechnego Związku Anarchistycznego - jako czegoś w rodzaju anarchistycznej partii politycznej.
Platforma uzyskała pewien wpływ w międzynarodowym ruch anarchokomunistycznym dopiero w późniejszym czasie, po II wojnie światowej (zwłaszcza we Francji). Również obecnie istnieje szereg organizacji odwołujących się do przedstawionych w niej poglądów (np. Workers Solidarity Movement w Irlandii czy Federazione dei Comunisti Anarchici we Włoszech).